# Zabukovje nad Sevnico
Zabukovje nad Sevnico je naselje v Občini Sevnica.